# Jezioro Szczutowskie
Jezioro Szczutowskie – jezioro polodowcowe w Polsce, położone w województwie mazowieckim, w powiecie sierpeckim, w gminie Szczutowo.

## Położenie
Położone jest we wschodniej części makroregionu Pojezierze Chełmińsko-Dobrzyńskie w mezoregionie Równina Urszulewska.
W Planie gospodarowania wodami na obszarze dorzecza Wisły z 2011 tworzyło jednolitą część wód powierzchniowych PLLW20013, o typie 3b (jeziora o wysokiej zawartości wapnia, dużym wpływie zlewni, niestratyfikowane).

## Hydrologia

### Dane morfometryczne
- powierzchnia: 97,2[2] lub 101,0 ha[3],
- objętość: 1689  tys. m³[3],
- głębokość maksymalna: 3 m[2] lub 4,4 m[3],
- głębokość średnia: 2 m[2] lub 1,9 m[3].

### Zasilanie i odpływ
Jezioro okresowo zasila 5 krótkich rowów melioracyjnych, z których najistotniejszy jest dopływ spod Grabala. Powierzchnia zlewni wynosi 10,06 km² (z czego 3,01 km² dopływem spod Grabala).
Lustro jeziora znajduje się około pół metra wyżej, niż w przypadku położonego bezpośrednio na północ Jeziora Urszulewskiego. W efekcie Jezioro Szczutowskie odwadniane jest na rzecz Jeziora Urszulewskiego ciekami podskórnymi oraz jedną, długą na ok. 250 m, strugą, przecinającą
meandrami zadrzewiony pas torfowisk łączącym oba akweny (biegnie nim dawny trakt, a obecnie droga wojewódzka Sierpc–Rypin. Natomiast wody Jeziora Urszulewskiego odprowadzane są przez Urszulewkę do Skrwy.

### Rzeźba dna
Dno dość płaskie, pokryte warstwą mułu o miąższości przekraczającej nawet 1,5 m.

## Uwarunkowania przyrodnicze

### Jakość wód
Jakość wód Jeziora Szczutowskiego w roku 2006 była sklasyfikowana jako pozaklasowa z uwagi na zanieczyszczenia bakteriologiczne. W 2017 roku stan ekologiczny wód sklasyfikowano jako słaby, o czym zadecydował stan makrofitów. Spośród elementów fizykochemicznych kryteriów dobrego stanu nie spełniała przezroczystość. W 2020 stan makrofitów poprawił się o jedną klasę, ale stan bezkręgowców bentosowych sklasyfikowano jako zły. Stan chemiczny wód sklasyfikowano w 2017 jako zły, o czym zadecydowało przekroczenie norm dla fluorantenu i benzo-a-pirenu.

### Zarybienie
Jezioro użytkowało (2007) Gospodarstwo Rybackie we Włocławku Sp. z o.o. w Szpetalu Górnym. Wśród odławianych ryb dominowały płocie (stanowiąc 50% odłowu); gospodarka rybacka wykazała ponadto występowanie węgorza, szczupaka, leszcza, lina, krąpia i okonia.

### Roślinność

#### wynurzona
Roślinność wynurzona zajmuje powierzchnię aż 14,8 ha, tj. 16,3% powierzchni zwierciadła wód jeziora, zajmując wąskim pasem ok. 95% długości linii brzegowej. Do głównych gatunków należą trzcina pospolita, pałka wąskolistna, manna mielec oraz tatarak.

#### zanurzona
Roślinność zanurzona zajmuje powierzchnię 33 ha (aż 41% powierzchni jeziora). Główne gatunki stanowią grzybienie białe, osoka aloesowata, grążel i rdest.

### Ochrona środowiska
Na jeziorze, co do zasady, obowiązują ograniczenia w użytkowaniu jednostek pływających wyposażonych w silniki o napędzie spalinowym.